# Lejła Salamowa
Lejła Rusłanowna Salamowa (ur. 24 marca 1999, zm. 12 stycznia 2023) – rosyjska skoczkini do wody, medalistka mistrzostw Rosji. 

## Życiorys
W 2015 roku została srebrną medalistką mistrzostw Rosji w nurkowaniu synchronicznym razem z Anastasiją Kozłową.
W 2021 roku została mistrzynią Rosji w nurkowaniu wysokim kobiet. W  grudniu tego samego roku zakwalifikowała się na Mistrzostwa Świata w Pływaniu 2022.
Brała udział w Red Bull Cliff Diving World Series 2022.
Zginęła w wypadku samochodowym 12 stycznia 2023 roku o godzinie 13:30 na autostradzie A-121 w rejonie łachdienpochskim, w Karelii. 